# Beilschmiedia pullenii
Beilschmiedia pullenii är en lagerväxtart som beskrevs av André Joseph Guillaume Henri Kostermans. Beilschmiedia pullenii ingår i släktet Beilschmiedia och familjen lagerväxter. Inga underarter finns listade i Catalogue of Life.